# Прохоров, Фёдор Александрович
Фёдор Александрович Прохоров (14 февраля 1896, Угличский уезд, Ярославская губерния — 8 июня 1962) — советский военный деятель, Генерал-майор (27 января 1943 года).

## Биография
Фёдор Александрович Прохоров родился 14 февраля 1896 года в деревне Цепелево Высоковской волости Угличского уезда Ярославской губернии.
Работал приказчиком в магазине купца Чекалова в Петрограде.

### Первая мировая и гражданская войны
В декабре 1915 года призван в ряды Русской императорской армии и направлен в 66-й пехотный запасной полк, дислоцированный в Ярославле. В период с января по июнь 1916 года учился в учебной команде, после окончания которой служил в том же полку унтер-офицером в Ярославле и Кинешме. В 1917 году избран членом ротного комитета. В сентябре того же года с маршевой ротой направлен на Западный фронт, где зачислен в 264-й пехотной запасной полк, в составе которого служил выборным командиром взвода и председателем ротного комитета. После расформирования 264-го пехотного запасного полка Ф. А. Прохоров переведён в Копорский 4-й пехотный полк (1-я пехотная дивизия), где избран командиром взвода. В феврале 1918 года в полку было сформировано два отряда добровольцев, перешедших на сторону РККА; в составе одного из отрядов, состоявшем из трех стрелковых и пулеметной рот, Ф. А. Прохоров в районе города Валк участвовал в разоружении офицерских отрядов. Вскоре отряд направлен в район Пскова, где включён в 10-й стрелковый полк (2-я Новгородская стрелковая дивизия), в составе которого Ф. А. Прохоров назначен на должность командира роты, после чего принимал участие в боевых действиях против немецких войск в районе Пскова и Риги. С мая 1918 года полк охранял государственную границу в районе Пскова, а в августе направлен на Восточный фронт с целью подавления восстания Чехословацкого корпуса.
В апреле 1919 года Ф. А. Прохоров назначен на должность командира роты 86-го стрелкового полка в составе 10-й стрелковой дивизии, после чего принимал участие в боевых действиях в районе Пскова против войск под командованием генерала Н. Н. Юденича.
С июля служил командиром взвода и помощником командира роты во 2-м запасном полку, который осенью направлен в район Красного Села, где вёл оборонительные боевые действия в районе Петрограда. В декабре Ф. А. Прохоров направлен в 504-й стрелковый полк (56-й стрелковой дивизии), в составе которого служил командиром роты, помощником начальника и начальником хозяйственной команды полка и принимал участие в боях под Ямбургом, с апреля 1920 года — в ходе Советско-польской войны на реке Березина и в районе Лепеля, Лиды, Волковыска, Вельска и Гродно, а в марте 1921 года — в подавлении Кронштадтского восстания.

### Межвоенное время
После окончания военных действий Ф. А. Прохоров продолжил служить в составе 56-й стрелковой дивизии на должностях начальника хозяйственной команды 498-го стрелкового полка, помощника командира полка по хозяйственной части и командира роты. В мае 1926 года направлен на учёбу на курсы усовершенствования при Московской пехотной школе, после окончания которых в августе 1927 года переведён в 166-й стрелковый полк, в составе которого служил на должностях командира батальона и помощника командира полка по строевой части. В 1932 году окончил курсы «Выстрел».
В декабре 1937 года Ф. А. Прохоров назначен на должность командира 32-го стрелкового полка (11-я стрелковая дивизия, Ленинградский военный округ), в июне 1939 года — на должность помощника командира, а в августе — на должность командира 70-й стрелковой дивизии, которая в ходе Советско-финляндской войны вела боевые действия на Карельском перешейке. 6 декабря 1939 года Ф. А. Прохоров был отстранён от занимаемой должности и 8 декабря назначен командиром 88-й стрелковой дивизии, дислоцированной в Архангельске. 18 декабря дивизия направлена на Северо-Западный фронт с прежним командиром дивизии комбригом Егоровым, а Ф. А. Прохоров переведён на должность военного коменданта Архангельского укреплённого района, а в июне 1940 года — на должность начальника 2-го Ленинградского стрелково-пулемётного училища.

### Великая Отечественная война
С началом войны Ф. А. Прохоров находился на прежней должности . 2-е Ленинградское стрелково-пулемётное училище несло охрану аэродромов в районе Ленинграда и 26 июня было передислоцировано в район г. Реквере (Эстония), после чего находилось в обороне на Лужском оборонительном рубеже в районе Кингисеппа и Луги. В сентябре полковник Ф. А. Прохоров произвел досрочный выпуск училища, набрал новый состав курсантов, после чего убыл с ними в город Глазов (Удмуртская АССР).
В декабре назначен на должность командира 412-й стрелковой дивизии, формировавшейся в Архангельском военном округе. 13 января 1942 года дивизия была переименована в 24-ю стрелковую и в конце февраля направлена на Калининский фронт, после чего с конца мая участвовала в боевых действиях в ходе битвы за Ленинград. 12 августа 24-я стрелковая дивизия была передислоцирована на Сталинградский фронт, где с 24 августа вела тяжёлые оборонительные боевые действия северо-западнее Сталинграда, а с 23 ноября участвовала в контрнаступление под Сталинградом, в ходе которого 2 февраля 1943 года вышла в район завода «Силикат». С июля 24-я стрелковая дивизия участвовала в ходе Курской битвы, в Белгородско-Харьковской наступательной операции, форсировании реки Северский Донец, захвате Змиевского плацдарма и освобождении Харькова и Донбасской наступательной операции. В ноябре 24-я стрелковая дивизия была выведена в резерв Ставки Верховного Главнокомандования и вскоре включена в состав 18-й армии (1-й Украинский фронт), после чего принимала участие в ходе Киевской оборонительной, Житомирско-Бердичевской, Проскурово-Черновицкой, Львовско-Сандомирской, Восточно-Карпатской, Карпатско-Ужгородской, Западно-Карпатской, Моравско-Остравской и Пражской наступательных операций.

### Послевоенная карьера
После окончания войны находился на прежней должности командира 24-й стрелковой дивизии.
Генерал-майор Фёдор Александрович Прохоров в июне 1950 года назначен помощником командующего войсками Архангельского военного округа по вузам, однако 22 ноября того же года уволен в отставку по болезни. Умер 8 июня 1962 года.

## Награды
- Орден Ленина (21.02.1945);
- Четыре ордена Красного Знамени (22.02.1938, 14.02.1943, 05.11.1944, 24.06.1948);
- Два ордена Суворова 2 степени (29.05.1944, 03.06.1944);
- Орден Кутузова 2 степени (23.05.1945);
- Медали, в том числе:
  - «XX лет Рабоче-Крестьянской Красной Армии»
  - «За оборону Ленинграда»
  - «За оборону Сталинграда»
  - «За победу над Германией».

## Комментарии
1. ↑  Деревня Цепелево[2] в составе Высоковской волости Угличского уезда насчитывала 49 дворов (в 1901 году); не сохранилась, ныне — урочище в Инальцинском сельском поселении Борисоглебского района, Ярославская область[3].